# Stan Szukala
Stanley Anthony Szukala, detto Stan (Chicago, 12 giugno 1918 – Niles, 30 agosto 2003), è stato un cestista statunitense, professionista nella NBL e nella PBLA.

## Carriera
Giocò per quattro stagioni nella NBL, disputando complessivamente 87 partite con 4,2 punti di media.
Chiuse la carriera nella PBLA con i Grand Rapids Rangers.

## Palmarès
- Campione NBL (1947)